# Protosmia megaceps
Protosmia megaceps är en biart som först beskrevs av Kohl 1906.  Protosmia megaceps ingår i släktet Protosmia och familjen buksamlarbin. Inga underarter finns listade i Catalogue of Life.